# Permanent Vacation 3x5
A Permanent Vacation 3x5 az amerikai Aerosmith együttes videója, amely VHS kazettán (majd később DVD-n) jelent meg 1988-ban. A kiadványt a Geffen kiadó jelentette meg. Az anyag a Permanent Vacation albumon szereplő Dude (Looks Like a Lady), Angel, és Rag Doll című számok videóklipjeit tartalmazza.
A RIAA adatai alapján aranylemez minősítést szerzett.

## Számlista
1. Dude (Looks Like a Lady)
2. Angel
3. Rag Doll

## Közreműködők
- Tom Hamilton
- Joey Kramer
- Joe Perry
- Steven Tyler
- Brad Whitford